# Friedrich Wilhelm Noë
Friedrich Wilhelm Noë (* 1798 in Berlin; † 1858 in Konstantinopel) war ein deutschstämmiger, österreichischer Apotheker und Botaniker. Sein offizielles botanisches Autorenkürzel lautet „Noë“

## Leben und Werk
Friedrich Wilhelm Noë stammte aus einer österreichischen Familie und war viele Jahre lang als Apotheker in der kroatischen Stadt Fiume (heutiges Rijeka) tätig. Die Stadt gehörte damals zur österreichisch-ungarischen Monarchie. Im Jahr 1844 reiste er in das Osmanische Reich, um Pflanzen für das Herbarium des sächsischen Königs Friedrich August II. zu sammeln, kehrte jedoch nicht zurück, sondern ließ sich in Konstantinopel nieder. Dort unterrichtete er Botanik an der kaiserlichen Medizinschule und wurde zum Leiter des botanischen Gartens ernannt. Mit der Zeit wurde ihm die Verantwortung für alle naturkundlichen Sammlungen übertragen. Noë unternahm zahlreiche Expeditionen, sowohl in Mittel- und Südeuropa als auch im Nahen Osten in Regionen der heutigen Länder Türkei und Irak. Er sammelte bis etwa 1854 Pflanzenexemplare und legte auch ein eigenes Herbarium an der Hochschule an.
Die Pflanzengattung Noaea Moq. innerhalb der Familie der Fuchsschwanzgewächse ist nach ihm benannt. Noë war einer der Hauptlieferanten von Belegexemplaren für das Herbarium von Edmond Boissier in Genf, z. B. sammelte er in den 1840er Jahren am Vansee Exemplare von Fritillaria kurdica, die Boissier für die Beschreibung der Pflanze verwendete. Der International Plant Names Index enthält 89 Pflanzennamen, für die Noë zumindest teilweise die Autorenschaft trägt wie Allium zebdanense Boiss. & Noë.